# Wilhelm Hetling
Wilhelm Hetling (* 8. Januar 1740 in Reval, Gouvernement Estland, Russisches Kaiserreich; † 8. Januar 1798) war Stadthaupt von Reval.

## Leben
Der Vater Carl Nicolaus Hetling war Bürgermeister von Reval, die Mutter Christiana, geborene Duborg, war Tochter eines Revaler Kaufmanns.
Wilhelm Hetling erhielt 1773 das Bürgerrecht seiner Heimatstadt und war dort als Tuchhändler tätig. Nach der Neuorganisation der Stadtstrukturen um 1786 wurde er Mitglied der ersten Steuergilde der vermögendsten Einwohner Revals.
1786 wurde Wilhelm Hetling zum ersten Stadthaupt von Reval ernannt. Dieses war eine neue Bezeichnung für einen Bürgermeister nach der veränderten Ratsverfassung in der Zeit der Revalschen Statthalterschaft. 1787 erhielt er ein hohes Gehalt von 800 Rubel im Monat.  Als sein Verdienst wird es angesehen, dass es in dieser Zeit zu keinen Unruhen gegen die Veränderungen in den Strukturen der Stadt gekommen war.
Nach dem Ende der Statthalterschaft setzte Wilhelm Hetling 1796 seine Tätigkeit als Bürgermeister fort. 1798 starb er.
Wilhelm Hetling war mit Maria Elisabeth Buchau verheiratet. Die beiden hatten mehrere Kinder.